# 7159 Bobjoseph
A 7159 Bobjoseph (ideiglenes jelöléssel 1981 EN17) a Naprendszer kisbolygóövében található aszteroida. Schelte J. Bus fedezte fel 1981. március 1-jén.